# Mangling (socken i Kina)
Mangling (kinesiska: 莽岭, 莽岭乡) är en socken i Kina. Den ligger i den autonoma regionen Tibet, i den sydvästra delen av landet, omkring 750 kilometer öster om regionhuvudstaden Lhasa. Antalet invånare är 3085. Befolkningen består av 1 448 kvinnor och 1 637 män. Barn under 15 år utgör 31 %, vuxna 15-64 år 61 %, och äldre över 65 år 6,0 %.
Genomsnittlig årsnederbörd är 528 millimeter. Den regnigaste månaden är juli, med i genomsnitt 170 mm nederbörd, och den torraste är november, med 1 mm nederbörd.